# Сан Сабино (Анкона)
Сан Сабино (итал. San Sabino) насеље је у Италији у округу Анкона, региону Марке.
Према процени из 2011. у насељу је живело 780 становника. Насеље се налази на надморској висини од 118 м.